# 반군 (수학)
추상대수학에서 반군(半群, 영어: semigroup)은 결합법칙을 따르는 하나의 이항 연산이 부여된 대수 구조이다.

## 정의
반군 {\displaystyle (S,\cdot )}은 다음과 같은 데이터로 구성되는 대수 구조이다.
- {\displaystyle S}는 집합이다.
- {\displaystyle \cdot \colon S\times S\to S}은 결합법칙을 만족시키는 이항 연산이다.

{\displaystyle \cdot }은 항등원을 가질 필요가 없다. 항등원을 갖는 반군을 모노이드라고 한다. 즉, 반군과 모노이드의 관계는 유사환과 환의 관계와 같다. 보통, 편의상 이항 연산을 (곱셈과 같이) 생략하는 경우가 많다.
즉, 다음과 같은 포함 관계가 성립한다.
마그마 ⊋ 반군 ⊋ 모노이드 ⊋ 군

### 반군 준동형
두 반군 {\displaystyle S}, {\displaystyle T} 사이의 반군 준동형(半群準同型, 영어: semigroup homomorphism)은 다음 조건을 만족시키는 함수 {\displaystyle f\colon S\to T}이다.
- (이항 연산의 보존) 임의의 {\displaystyle s,t\in S}에 대하여, {\displaystyle f(st)=f(s)f(t)}

모든 모노이드는 반군이므로, 두 모노이드 사이의 반군 준동형을 생각할 수 있다. 두 모노이드 사이의 모든 모노이드 준동형은 반군 준동형이지만, 두 모노이드 사이의 반군 준동형은 모노이드 준동형이 아닐 수 있다 (즉, 항등원을 항등원으로 대응시키지 않을 수 있다).

### 부분 반군
반군 {\displaystyle S}의 부분 집합 {\displaystyle T\subseteq S}가 다음 조건을 만족시킨다면, {\displaystyle T}를 {\displaystyle S}의 부분 반군(部分半群, 영어: subsemigroup)라고 한다.
- 임의의 {\displaystyle s,t\in S}에 대하여, {\displaystyle st\in S}

모노이드의 모든 부분 모노이드는 부분 반군이지만, 모노이드의 부분 반군은 부분 모노이드가 아닐 수 있다 (즉, 항등원을 포함하지 않을 수 있다).
반군 {\displaystyle S} 속에서, 다음 조건을 만족시키는 부분 반군 {\displaystyle I\subseteq S}을 {\displaystyle S}의 왼쪽 아이디얼(영어: left ideal)이라고 한다.
{\displaystyle si\in I\qquad \forall s\in S,i\in I}
반군 {\displaystyle S} 속에서, 다음 조건을 만족시키는 부분 반군 {\displaystyle I\subseteq S}을 {\displaystyle S}의 오른쪽 아이디얼(영어: right ideal)이라고 한다.
{\displaystyle is\in I\qquad \forall s\in S,i\in I}
왼쪽 아이디얼이자 오른쪽 아이디얼인 부분 반군을 아이디얼(영어: ideal)이라고 한다. 모노이드의 아이디얼은 부분 모노이드를 이룰 필요가 없다 (즉, 1을 포함하지 않을 수 있다). 이는 환의 환론적 아이디얼이 부분환을 이룰 필요가 없는 것과 마찬가지다.
반군 {\displaystyle S}의 부분 반군의 몫반군을 {\displaystyle S}의 인자(영어: divisor)라고 한다.

### 특별한 원소

#### 영원
반군 {\displaystyle S} 속에서, 다음과 같은 원소 {\displaystyle 0_{L}\in S}가 존재한다면, 이를 {\displaystyle S}의 왼쪽 영원(영어: left zero element)이라고 한다.
{\displaystyle 0_{L}s=0_{R}\qquad \forall s\in S}
반군 {\displaystyle S} 속에서, 다음과 같은 원소 {\displaystyle 0_{R}\in S}가 존재한다면, 이를 {\displaystyle S}의 오른쪽 영원(영어: right zero element)이라고 한다.
{\displaystyle s0_{R}=0_{R}\qquad \forall s\in S}
왼쪽 영원이자 오른쪽 영원인 원소를 영원(영어: zero element)이라고 한다. 왼쪽 영원과 오른쪽 영원은 일반적으로 유일하지 않지만, (양쪽) 영원은 만약 존재한다면 유일하다.

#### 항등원
반군 {\displaystyle S} 속에서, 다음과 같은 원소 {\displaystyle 1_{L}\in S}가 존재한다면, 이를 {\displaystyle S}의 왼쪽 항등원(영어: left identity element)이라고 한다.
{\displaystyle 1_{L}s=s\qquad \forall s\in S}
반군 {\displaystyle S} 속에서, 다음과 같은 원소 {\displaystyle 1_{R}\in S}가 존재한다면, 이를 {\displaystyle S}의 오른쪽 항등원(영어: right identity element)이라고 한다.
{\displaystyle s1_{R}=s\qquad \forall s\in S}
왼쪽 항등원이자 오른쪽 항등원인 원소를 항등원(영어: identity element)이라고 한다. 왼쪽 항등원과 오른쪽 항등원은 일반적으로 유일하지 않지만, (양쪽) 항등원은 만약 존재한다면 유일하다. 이렇게 양쪽 항등원을 갖는 반군을 모노이드라고 한다.

#### 멱등원
반군 {\displaystyle S} 속에서 {\displaystyle s^{2}=s}를 만족시키는 원소 {\displaystyle s\in S}를 멱등원(영어: idempotent element)이라고 한다. 왼쪽 영원 · 오른쪽 역원 · 왼쪽 항등원 · 오른쪽 항등원은 모두 항상 멱등원이다.
유한 반군은 항상 적어도 하나 이상의 멱등원을 갖는다. 보다 일반적으로, 모든 원소의 차수가 유한한 반군은 적어도 하나 이상의 멱등원을 갖는다. 이는 하나의 원소로 생성되는 모든 유한 반군은 멱등원을 갖기 때문이다.

#### 정칙원
반군 {\displaystyle S} 속의 원소 {\displaystyle s\in S}에 대하여, 만약 {\displaystyle sts=s}가 되는 원소 {\displaystyle t\in S}가 존재한다면, {\displaystyle s}를 정칙원(영어: regular element)이라고 하고, {\displaystyle t}를 {\displaystyle s}의 유사역원(영어: pseudoinverse)이라고 한다. 유사역원은 일반적으로 유일하지 않다.

## 연산

### 반대 반군
반군 {\displaystyle (S,\cdot )}가 주어졌을 때, 집합 {\displaystyle S} 위에 다음과 같은 다른 이항 연산 {\displaystyle \cdot '}을 줄 수 있다.
{\displaystyle \cdot '\colon S\times S\to S}
{\displaystyle a\cdot 'b=b\cdot a\qquad \forall a,b\in S}
그렇다면 {\displaystyle (S,\cdot ')}는 반군을 이룬다. 이를 {\displaystyle (S,\cdot )}의 반대 반군(反對半群, 영어: opposite semigroup)이라고 하고, {\displaystyle S^{\operatorname {op} }}으로 쓴다.
반대 모노이드나, 군론의 반대군이나, 환론의 반대환은 반대 반군의 특수한 경우이다.
군의 경우 모든 군은 스스로의 반대군과 역원 함수를 통해 표준적으로 동형이지만, 반군의 경우 일반적으로 스스로의 반대 반군과 동형이 아니다. (가환 반군은 물론 스스로의 반대 반군과 같다.)

### 몫반군
반군 {\displaystyle S} 위의 합동 관계 {\displaystyle \sim }는
{\displaystyle s\sim s'\land t\sim t'\implies st\sim s't'\qquad \forall s,s',t,t'\in S}
를 만족시키는 {\displaystyle S} 위의 동치 관계이다. 반군 위의 합동 관계가 주어졌을 때 몫반군(-半群, 영어: quotient semigroup) {\displaystyle S/{\sim }}을 정의할 수 있다. 군이나 유사환의 경우와 달리, 반군의 경우 합동 관계는 일반적으로 정규 부분군이나 유사환 아이디얼과 같은 부분 집합으로 나타내어지지 않는다.
몫반군의 특별한 경우로, 반군 {\displaystyle S}의 아이디얼 {\displaystyle I\subseteq S}가 주어졌을 때, 동치 관계
{\displaystyle a\sim b\iff a=b\lor a,b\in I}
는 합동 관계를 이루며, 따라서 몫반군 {\displaystyle S/I}를 정의할 수 있다. 이러한 꼴의 몫반군을 리스 몫반군(영어: Rees quotient)이라고 한다. 만약 {\displaystyle I}가 공집합이 아니라면, {\displaystyle S/I}는 항상 영원 {\displaystyle I\in S/I}를 가진다. 만약 {\displaystyle I=\varnothing }이라면 {\displaystyle S/\varnothing =S}이며, 반대로 {\displaystyle I=S}라면 {\displaystyle S/S=1}은 자명군이다.

### 직접곱
반군의 모임은 대수 구조 다양체이므로, 여러 개의 반군들의 직접곱을 정의할 수 있다. 이는 반군과 반군 준동형의 범주에서의 범주론적 곱이다. 구체적으로, 반군들의 집합 {\displaystyle \{S_{i}\}_{i\in I}}의 직접곱 {\displaystyle \textstyle \prod _{i}S_{i}}은 집합으로서 곱집합과 같으며, 그 위의 이항 연산은 다음과 같다.
{\displaystyle (a_{i})_{i\in I}\cdot (b_{i})_{i\in I}=(a\cdot b)_{i\in I}\qquad \forall a_{i},b_{i}\in S_{i}}
각 {\displaystyle S_{i}}의 성질은 {\displaystyle \textstyle \prod _{\in I}S_{i}}에게 다음과 같이 유전된다.
- 만약 모든 {\displaystyle S_{i}}가 가환 반군이라면, 이들의 직접곱 {\displaystyle \textstyle \prod _{i}S_{i}} 역시 가환 반군이다.
- 만약 모든 {\displaystyle S_{i}}가 모노이드라면, 직접곱 {\displaystyle \textstyle \prod _{i}S_{i}} 역시 모노이드이며, 이는 모노이드 직접곱과 같다.
- 만약 모든 {\displaystyle S_{i}}가 군이라면, 직접곱 {\displaystyle \textstyle \prod _{i}S_{i}} 역시 군이며, 이는 군의 직접곱과 같다.

### 반직접곱
두 반군 {\displaystyle N}, {\displaystyle H} 및 {\displaystyle H}의 {\displaystyle N} 위의 작용 {\displaystyle \phi \colon H\to \operatorname {End} N}이 주어졌을 때, 반직접곱 {\displaystyle N\rtimes _{\phi }H}를 정의할 수 있다.

### 자유곱
반군의 모임은 대수 구조 다양체이므로, 여러 개의 반군들의 자유곱을 정의할 수 있으며, 이는 반군의 범주의 쌍대곱이다. 반군의 자유곱은 모노이드의 자유곱과 다르다. 즉, 각 성분들의 항등원이 모노이드 자유곱에서는 한 원소로 합쳐지지만, 반군 자유곱에서는 그렇지 않다.

### 영원의 추가
반군 {\displaystyle S}가 주어졌을 때, {\displaystyle S\sqcup \{0\}}에 다음과 같은 이항 연산을 주자.
{\displaystyle 0s=s0=0^{2}=0\qquad \forall s\in S}
그렇다면 {\displaystyle S\sqcup \{0\}}는 반군을 이루며, 새로 추가한 원소 {\displaystyle 0}은 그 속의 영원을 이룬다. 만약 {\displaystyle S}가 모노이드라면 {\displaystyle S\sqcup \{0\}} 역시 모노이드이다.

### 멱집합
반군 {\displaystyle S}가 주어졌을 때, 그 멱집합 {\displaystyle {\mathcal {P}}(S)} 위에 다음과 같은 이항 연산을 주자.
{\displaystyle AB=\{ab\colon a\in A,b\in B\}}
그렇다면 {\displaystyle {\mathcal {P}}(S)}는 반군을 이룬다. {\displaystyle {\mathcal {P}}(S)}는 항상 영원을 가지며, 이는 공집합이다. 또한, {\displaystyle {\mathcal {P}}(S)\setminus \{\varnothing \}} 역시 반군을 이룬다.
만약 {\displaystyle S}가 모노이드라면 {\displaystyle {\mathcal {P}}(S)} 역시 모노이드이다.

### 화환곱
군론의 화환곱(영어: wreath product)을 반군에 대하여 일반화할 수 있다. 즉, 두 반군 {\displaystyle S}, {\displaystyle T}와 {\displaystyle T}가 왼쪽에서 작용하는 집합 {\displaystyle X}가 주어졌을 때, 화환곱 {\displaystyle S\wr _{X}T}는 집합 {\displaystyle M^{X}\times N} 위에 주어진 반군이다. 구체적으로, 이는 다음과 같다.
{\displaystyle ((m_{x})_{x\in X},n)\cdot ((m'_{x})_{x\in X},n')=\left((m_{x}m_{n\cdot x'})_{x\in X},nn'\right)}
작용을 갖춘 반군들에 대하여, 화환곱은 결합 법칙을 따른다.

## 성질
군론의 케일리 정리와 마찬가지로, 반군에 대하여 케일리 정리가 성립한다. 즉, 임의의 반군 {\displaystyle S}에 대하여, 어떤 집합 {\displaystyle X} 위의 완전 변환 모노이드 {\displaystyle \operatorname {End} _{\operatorname {Set} }(X)}로 가는 단사 반군 준동형
{\displaystyle \iota \colon S\to \operatorname {End} _{\operatorname {Set} }(X)}
이 존재한다. 또한, 만약 {\displaystyle S}가 유한 반군이라면 {\displaystyle X} 역시 유한 집합으로 잡을 수 있다.
반군 {\displaystyle S}의 부분 반군 가운데 부분군인 것들은 포함 관계에 따라 부분 순서 집합을 이룬다. 그렇다면, 다음 두 집합 사이에 표준적인 전단사 함수가 존재한다.
- {\displaystyle S}의 극대 부분군들의 집합
- {\displaystyle S}의 멱등원들의 집합

구체적으로, {\displaystyle S}의 극대 부분군 {\displaystyle G\subseteq S}에 대하여, {\displaystyle 1_{G}\in G\subseteq S}는 {\displaystyle S}의 멱등원을 이룬다. 반대로, 임의의 멱등원 {\displaystyle i\in S}에 대하여, {\displaystyle i}에 대한 역원을 갖는 모든 원소들의 집합
{\displaystyle G_{i}=\{s\in S\colon is=si=s,\;\exists t\in S\colon st=ts=1\}}
은 {\displaystyle i}를 항등원으로 하는 극대 부분군이다.
공집합이 아닌 모든 유한 반군은 항상 하나 이상의 멱등원을 가진다. (모노이드의 경우 항등원이 멱등원이므로 이는 자명하게 성립한다.) 그러나 이는 무한 반군에 대하여 성립하지 않는다.

## 종류
다음과 같은 특별한 종류의 반군들의 모임이 존재한다.
- 멱등 반군(영어: idempotent semigroup, 영어: band 밴드[*])은 모든 원소가 멱등원인 반군이다.
- 가환 반군(영어: commutative semigroup)은 이항 연산이 교환 법칙을 따르는 반군이다.
  - 멱등 가환 반군을 반격자(영어: semilattice)라고 하기도 한다.
- 모노이드(영어: monoid)는 항등원을 갖는 반군이다.
- 왼쪽 소거 반군(영어: left-cancellative semigroup)은 만약 {\displaystyle ab=ac}라면 {\displaystyle b=c}가 성립하는 반군이다.  오른쪽 소거 반군(영어: right-cancellative semigroup)은 만약 {\displaystyle ba=ca}라면 {\displaystyle b=c}가 성립하는 반군이다. 소거 반군(영어: cancellative semigroup)은 왼쪽 소거 반군이자 오른쪽 소거 반군인 반군이다.
- 정칙 반군(영어: regular semigroup)은 모든 원소가 정칙원인 반군이다.
- 아르키메데스 반군(영어: Archimedean semigroup)은 임의의 원소 {\displaystyle a,b\in S}에 대하여 {\displaystyle a^{n}=bc}가 되는 원소 {\displaystyle c\in S}와 양의 정수 {\displaystyle n\in \mathbb {Z} ^{+}}이 존재하는 가환 반군이다.

## 분류

### 유한 반군
유한 반군에 대하여, 크론-로즈 정리(영어: Krohn–Rhodes theorem)라는 구조 정리가 존재한다. 이에 따르면, 모든 유한 반군 {\displaystyle S}는 유한 단순군과 비자명군을 포함하지 않는 유한 반군들의 화환곱의 부분 반군의 몫반군이다. 즉, 다음과 같은 꼴로 나타낼 수 있다.
{\displaystyle S=T/{\sim }}
{\displaystyle T\subseteq G_{1}\wr \cdots \wr G_{n}}
여기서
- {\displaystyle G_{1},\dots ,G_{n}}은 각각 다음 둘 가운데 하나이다.
  - 유한 단순군이며, 스스로 위에 작용한다.
  - 크기 2의 집합 위에 작용하는 크기 3의 비가환 멱등 모노이드인 플립플롭 모노이드(영어: flip-flop monoid)이다. (이러한 모노이드는 두 개가 있으며, 서로의 반대 모노이드이다.)
- {\displaystyle \wr }는 작용을 갖춘 반군들의 화환곱이다.
- {\displaystyle T}는 위 (반)군들의 화환곱의 부분 반군이다.
- {\displaystyle \sim }은 {\displaystyle T} 위의 반군 합동 관계이다.

### 가환 반군의 구조 이론
가환 반군의 경우, 다음과 같은 구조 정리가 존재한다.
임의의 가환 반군 {\displaystyle S}에서 가환 멱등 반군 {\displaystyle L}으로 가는 반군 준동형 {\displaystyle f\colon S\to L}이 주어졌다고 하자. 그렇다면, 다음이 성립한다.
- 각 원소 {\displaystyle l\in L}의 원상 {\displaystyle f^{-1}(l)}은 {\displaystyle S}의 부분 반군을 이룬다. 이를 {\displaystyle S_{l}}로 표기하자.
- 임의의 {\displaystyle l,l'\in L}에 대하여, {\displaystyle S_{l}S_{l'}\subseteq S_{ll'}}이다. 즉, {\displaystyle S}는 {\displaystyle L}에 의하여 등급 반군을 이룬다.

임의의 가환 반군 {\displaystyle S}에 대하여, {\displaystyle S/{\sim }}이 가환 멱등 반군이 되는 가장 섬세한 합동 관계 {\displaystyle \sim }가 존재하며, {\displaystyle S}는 {\displaystyle S/{\sim }}에 대한 등급 반군을 이룬다. 또한, 각 {\displaystyle a\in S/{\sim }}에 대하여, 동차 성분 {\displaystyle S_{a}}는 모두 아르키메데스 반군을 이룬다.
따라서, 가환 반군의 분류는 가환 멱등 반군의 분류와 아르키메데스 반군의 분류로 귀결된다. 가환 멱등 반군은 공집합이 아닌 유한 부분 집합이 항상 최소 원소를 갖는 부분 순서 집합과 동치이다. 이 경우 부분 순서는 {\displaystyle a\leq b\iff a=ab}와 같다.

## 예
모든 모노이드는 반군이다. 따라서 모든 군은 반군이다. 모든 유사환 {\displaystyle (R,+,\cdot )}에 대하여, {\displaystyle (R,\cdot )}은 반군을 이룬다. ({\displaystyle (R,+)}는 아벨 군이므로 역시 반군이다.) 모든 격자 {\displaystyle (L,\land ,\lor )}에 대하여, {\displaystyle (L,\land )}와 {\displaystyle (L,\lor )} 역시 각각 가환 멱등 반군을 이룬다. (만약 {\displaystyle L}이 최대 원소 또는 최소 원소를 갖지 않는다면, 둘 가운데 하나는 모노이드를 이루지 않는다.)
임의의 음이 아닌 정수 {\displaystyle n}에 대하여, {\displaystyle \{n,n+1,n+2,\dots \}}는 덧셈에 대하여 가환 반군을 이룬다. {\displaystyle n>1}이라면 이는 모노이드가 아니다.

### 공반군
공집합 {\displaystyle \varnothing } 위에 유일한 이항 관계를 준다면, 이는 자명하게 반군을 이룬다. 이를 공반군(空半群, 영어: empty semigroup)이라고 하며, 이는 모노이드가 아니다.

### 영반군
집합 {\displaystyle S}에 원소 {\displaystyle 0}을 추가한 분리합집합 {\displaystyle S\sqcup \{0\}} 위에 다음과 같은 이항 연산을 상수 함수로 정의하자.
{\displaystyle st=0\qquad \forall s,t\in S\sqcup \{0\}}
그렇다면 {\displaystyle S\sqcup \{0\}}은 반군을 이룬다. 이를 영반군(零半群, 영어: zero monoid)이라고 한다. 만약 {\displaystyle S}가 공집합이 아니라면 이는 모노이드를 이루지 않는다. (만약 {\displaystyle S}가 공집합이라면 이는 자명군을 이룬다.)
아벨 군 위에 곱셈을 모두 0으로 정의하여 영 유사환을 정의할 수 있는데, 그 곱셈 반군은 영반군이다.

### 자유 반군
반군의 모임은 대수 구조 다양체이므로, 이에 대한 자유 대수를 정의할 수 있다. 집합 {\displaystyle S} 위의 자유 반군(自由半群, 영어: free semigroup)은 {\displaystyle S} 위의 클레이니 스타 (자유 모노이드) {\displaystyle S^{*}}에서, 길이가 0인 문자열 {\displaystyle \epsilon } (항등원)을 제거한 반군 {\displaystyle S^{*}\setminus \{\epsilon \}}이다.
한원소 집합으로 생성되는 자유 반군은 양의 정수의 덧셈 반군 {\displaystyle (\mathbb {Z} ^{+},+)}과 동형이다.
마찬가지로 자유 가환 반군(自由可換半群, 영어: free commutative semigroup)을 정의할 수 있다. 집합 {\displaystyle S} 위의 자유 가환 모노이드는 {\displaystyle S}의 원소들로 구성된 유한 중복집합들의 모노이드이며, {\displaystyle S} 위의 자유 가환 반군은 이 가운데 공집합을 제거한 것이다.

### 왼쪽·오른쪽 영원 반군
집합 {\displaystyle S} 위에 다음과 같은 두 이항 연산을 정의하자.
{\displaystyle s\cdot _{L}t=s\qquad \forall s,t\in S}
{\displaystyle s\cdot _{R}t=t\qquad \forall s,t\in S}
그렇다면 {\displaystyle (S,\cdot _{L})}과 {\displaystyle (S,\cdot _{R})}는 각각 반군을 이룬다. {\displaystyle (S,\cdot _{L})}를 왼쪽 영원 반군(영어: left zero semigroup), {\displaystyle (S,\cdot _{L})}를 오른쪽 영원 반군(영어: right zero semigroup)이라고 한다.
왼쪽 영원 반군에서, 모든 원소는 왼쪽 영원이자 오른쪽 항등원이다. 오른쪽 영원 반군에서, 모든 원소는 오른쪽 영원이자 왼쪽 항등원이다.
왼쪽 · 오른쪽 영원 반군은 {\displaystyle S}가 한원소 집합이 아니라면 모노이드를 이루지 않는다.

### 하나의 원소로 생성되는 반군
하나의 원소로 생성되는 반군은 항상 가환 반군이며, 다음 두 경우 가운데 하나와 동형이다.
- 한원소 집합 위의 자유 반군. 양의 정수의 덧셈 반군  {\displaystyle (\mathbb {Z} ^{+},+)}과 동형이다. 이는 멱등원을 갖지 않는다.
- 두 양의 정수 {\displaystyle n,k\in \mathbb {Z} ^{+}}에 대하여, {\displaystyle \langle x|x^{n}=x^{n+k}\rangle }. 이는 집합으로서 {\displaystyle n+k-1}개의 원소 {\displaystyle \{x,x^{2},\cdots ,x^{n+k-1}\}}를 가지며, 그 위의 이항 연산은 다음과 같다.
{\displaystyle x^{a}x^{b}=x^{\max\{c\in \mathbb {Z} ^{+}\colon c<n+k,\;c\equiv a+b{\pmod {k}}\}}}
  - 이 경우 하나의 멱등원 {\displaystyle x^{k\lfloor (n+k-1)/k\rfloor }}을 갖는다.
  - 만약 {\displaystyle n>1}일 경우 이는 모노이드가 아니며, {\displaystyle n=1}일 경우 이는 순환군 {\displaystyle \operatorname {Cyc} (k)}이다.
  - 만약 {\displaystyle k>1}일 경우 이는 영원을 갖지 않으며, {\displaystyle k=1}일 경우 유일한 멱등원 {\displaystyle x^{n}}은 영원이다.

마찬가지로, 하나의 원소로 생성되는 모노이드는 항상 가환 모노이드이며, 다음 두 경우 가운데 하나와 동형이다.
- 한원소 집합 위의 자유 모노이드. 자연수(음이 아닌 정수)의 덧셈 모노이드  {\displaystyle (\mathbb {N} ,+)}와 동형이다.
- {\displaystyle n\in \mathbb {N} } 및 {\displaystyle k\in \mathbb {Z} ^{+}}에 대하여, {\displaystyle \langle x|x^{n}=x^{n+k}\rangle }. 이는 집합으로서 {\displaystyle n+k}개의 원소 {\displaystyle \{1,x,x^{2},\cdots ,x^{n+k-1}\}}를 가지며, 그 위의 이항 연산은 다음과 같다.
{\displaystyle x^{a}x^{b}=x^{\max\{c\in \mathbb {N} \colon c<n+k,\;c\equiv a+b{\pmod {k}}\}}}
  - {\displaystyle n\geq 1}인 경우 이는 군이 아니며, {\displaystyle n=0}인 경우 이는 순환군 {\displaystyle \operatorname {Cyc} (k)}이다.

### 작은 크기의 반군
크기가 {\displaystyle n}인 반군의 동형류의 수는 다음과 같다. ({\displaystyle n=0,1,2,3,\dots }. 모노이드와 그 반대 모노이드는 일반적으로 서로 동형이 아니라고 간주한다.)
1, 1, 5, 24, 188, 1915, 28634, 1627672, 3684030417, 105978177936292, … (OEIS의 수열 A027851)
만약 반군과 그 반대 반군을 동치로 놓았을 때, 동치류의 수는 다음과 같다. ({\displaystyle n=0,1,2,3,\dots })
1, 1, 4, 18, 126, 1160, 15973, 836021, 1843120128, 52989400714478, … (OEIS의 수열 A001423)
만약 반군과 그 반대 반군을 동치로 놓았을 때, 정확히 1개의 멱등원을 갖는 반군의 동치류의 수는 다음과 같다.
0, 1, 2, 5, 19, 132, 3107, 623615, 1834861133, 52976551026562, … (OEIS의 수열 A002786)
정확히 2개의 멱등원을 갖는 반군의 동형류의 수는 다음과 같다.
0, 0, 2, 7, 37, 216, 1780, 32652, 4665709, 12710266442, … (OEIS의 수열 A002787)
크기가 {\displaystyle n}인 가환 반군의 동형류의 수는 다음과 같다.
1, 1, 3, 12, 58, 325, 2143, 17291, 221805, 11545843, 3518930337, … (OEIS의 수열 A027851)
크기가 0인 반군은 공반군 밖에 없고, 크기가 1인 반군은 자명군 밖에 없다. 크기가 2인 반군은 총 5개가 있다.
- 2차 순환군 {\displaystyle \operatorname {Cyc} (2)}. 이는 크기 2의 유한체 {\displaystyle \mathbb {F} _{2}}의 덧셈 아벨 군이다.
- 2원소 불 대수의 (만남 또는 이음) 모노이드 {\displaystyle B_{2}}. 이는 크기 2의 유한체 {\displaystyle \mathbb {F} _{2}}의 곱셈 모노이드이다.
- 크기 2의 영반군 {\displaystyle O_{2}}
- 크기 2의 왼쪽 영원 반군 {\displaystyle LO_{2}}과 크기 2의 오른쪽 영원 반군 {\displaystyle RO_{2}}

크기가 3인 반군은 총 24개가 있다. 이 가운데 모노이드가 아닌 것은 17개이며, 다음과 같다. 아래 목록에서 표시는 반군의 표시이며, 영원의 경우 항상 0으로 표기하며 이에 대한 관계 ({\displaystyle 0x=x0=0} 등)는 생략하였다.
- 크기 2의 반군에 영원 추가:
  - {\displaystyle LO_{2}\sqcup \{0\}} 및 그 반대 반군 {\displaystyle RO_{2}\sqcup \{0\}}. 이는 비가환 멱등 반군이다.
  - {\displaystyle B_{2}\cup \{0\}} (가환 멱등 반군). 이는 2원소 불 대수에 영원을 추가한 것이다.
- 기타 가환 반군:
  - 영반군 {\displaystyle O_{3}}
  - {\displaystyle \langle x|x^{4}=x^{2}\rangle } (가환 반군)
  - {\displaystyle \langle x|x^{4}=x^{3}\rangle } (가환 반군)
  - {\displaystyle \langle x,y|x^{2}=y^{2},\;xy=yx=x,\;x^{3}=x\rangle } (가환 반군)
  - {\displaystyle \langle 0,x,y|x^{2}=xy=yx=0,y^{2}=y\rangle } (가환 반군)
  - {\displaystyle \langle 0,x,y|x^{2}=x,y^{2}=y,xy=yx=0\rangle } (가환 멱등 반군)
- 기타 비가환 반군:
  - 왼쪽 영원 반군 {\displaystyle LO_{3}}, 오른쪽 영원 반군 {\displaystyle RO_{3}}. 이는 비가환 멱등 반군이다.
  - {\displaystyle \langle 0_{L},x|0_{L}x=0_{L}^{2}=0_{L},\;x0_{L}=x^{2},\;x^{3}=x^{2}\rangle } 및 그 반대 반군
  - {\displaystyle \langle 0,1_{L},x|x^{2}=x1_{L}=0,\;1_{L}x=x,\;1_{L}^{2}=1_{L}\rangle } 및 그 반대 반군
  - {\displaystyle \langle 0_{L},0_{L}',x|0_{L}x=0_{L}0_{L}'=0_{L}^{2}=0_{L},\;0_{L}'x=0_{L}'0_{L}=0_{L}'^{2}=0_{L}',\;x^{2}=x\rangle } 및 그 반대 반군. 이는 비가환 멱등 반군이다.

## 역사
1904년에 장아르망 드 세기에(프랑스어: Jean-Armand de Séguier, 1862~1935)가 최초로 반군(프랑스어: semi-groupe)이라는 용어를 사용하였으나,:8 드 세기에는 이를 오늘날과 달리 "소거 반군"의 뜻으로 사용하였다. 1908년에 해럴트 힐턴(영어: Harold Hilton, 훗날 해럴드 심프슨(영어: Harold Simpson)으로 개명, 1876~1974)은 최초로 영어 문헌에서 "반군"(영어: semi-group)이라는 용어를 사용하였으며, 힐턴은 반군을 오늘날과 같이 정의하였다.
반군에 대한 최초의 (자명하지 않은) 정리들은 하인리히 브란트(독일어: Heinrich Brandt, 1886~1954)의 1926년 논문과 안톤 카시미로비치 수시케비치(러시아어: Анто́н Казими́рович Сушке́вич, 1889~1961)의 1928년 논문이다. 앨프리드 호블리첼 클리퍼드(영어: Alfred Hoblitzelle Clifford, 1908~1992)는 수시케비치의 구조 정리들을 일반화하였다.
데이비드 리스(영어: David Rees, 1918~2013)는 1947년에 역원 반군(영어: inverse semigroup)의 개념을 도입하였고, 예브게니 세르게예비치 랴핀(러시아어: Евге́ний Сергее́вич Ля́пин, 1914~2005)와 고든 프레스턴(영어: Gordon Preston, 1925~2015)은 그 이론을 발전시켰다. 이 밖에도, 제임스 알렉산더 그린(영어: James Alexander Green, 1926~2014), 존 매킨토시 하위(영어: John Mackintosh Howie, 1936~2011) 등이 반군 이론에 공헌하였다. 특히, 그린은 1951년에 그린 관계를 도입하였다.
사무엘 에일렌베르크(1913~1998)와 마르셀폴 쉬첸베르제(프랑스어: Marcel-Paul Schützenberger, 1920~1996)는 반군 이론을 자동기계 이론에 응용하여 발전시켰다. 특히, 쉬첸베르제는 1957년에 쉬첸베르제 군을 도입하였다.
크론-로즈 정리는 미국의 케네스 크론(영어: Kenneth Krohn)과 존 루이스 로즈(영어: John Lewis Rhodes, 1937~)가 1965년 박사 학위 논문에서 발표하였다.
1961년~1967년에 클리퍼드와 프레스턴은 당시 알려진 반군 이론을 체계화하여, 반군 이론에 대한 최초의 책을 출판하였다.

## 참고 문헌
1. ↑  de Séguier, Jean-Armand (1904). 《Théorie des groupes finis. Élements de la théorie des groupes abstraits》 (프랑스어). 파리: Gaulthier-Villars.
2. ↑  Hilton, Harold (1908). 《Theory of Groups of Finite Order》 (영어). Clarendon Press.
3. ↑  Brandt, H. (1926). “Über eine Verallgemeinerung des Gruppenbegriffes”. 《Mathematische Annalen》 (독일어) 96: 360–366. doi:10.1007/BF01209171. ISSN 0025-5831. JFM 52.0110.09. MR 1512323.
4. ↑  Suschkewitsch, Anton (1928). “Über die endlichen Gruppen ohne das Gesetz der eindeutigen Umkehrbarkeit”. 《Mathematische Annalen》 (독일어) 99 (1): 30–50. doi:10.1007/BF01459084. ISSN 0025-5831.
5. 1 2  Preston, G. B. (1991). 〈Personal reminiscences of the early history of semigroups〉.   T. E. Hall, P. R. Jones, J. C. Meakin. 《Semigroup theory. Proceedings of the Monash conference on semigroup theory in honor of G. B. Preston, Clayton, Australia, July 12–14, 1990》 (영어). World Scientific. 16-30쪽. ISBN 981-02-0491-4. Zbl 1038.01504.
6. ↑  Clifford, A. H. (1933년 10월). “A system arising from a weakened set of group postulates”. 《Annals of Mathematics》 (영어) 34 (4): 865-871. doi:10.2307/1968703. JSTOR 1968703.
7. ↑  Clifford, A. H. (1941년 10월). “Semigroups admitting relative inverses”. 《Annals of Mathematics》 (영어) 42 (4): 1037–1049. doi:10.2307/1968781. JSTOR 1968781.
8. ↑  Green, J. A. (1951년 7월). “On the structure of semigroups”. 《Annals of Mathematics》 (영어) 54 (1): 163–172.
9. ↑  Marcel-Paul Schützenberger (1957). “{\displaystyle {\bar {D}}} représentation des demi-groupes”. 《Comptes Rendus de l’Académie des Sciences》 (프랑스어) 244: 1994–1996. Zbl 0081.25303.
10. ↑  Krohn, Kenneth; Rhodes, John (1965년 4월). “Algebraic theory of machines. I. Prime decomposition theorem for finite semigroups and machines”. 《Transactions of the American Mathematical Society》 (영어) 116: 450–464. doi:10.2307/1994127. ISSN 0002-9947.
11. ↑  Clifford, A. H.; Preston, G. R. (1961). 《The algebraic theory of semigroups, volume I》. Mathematical Surveys and Monographs (영어) 7. American Mathematical Society. doi:10.1090/surv/007.1. ISBN 978-0-8218-0271-7.
12. ↑  Clifford, A. H.; Preston, G. R. (1967). 《The algebraic theory of semigroups, volume II》. Mathematical Surveys and Monographs (영어) 7. American Mathematical Society. doi:10.1090/surv/007.2. ISBN 978-0-8218-0272-4.

- Howie, John Mackintosh (1995). 《Fundamentals of semigroup theory》. London Mathematical Society Monographs. New Series (영어) 12. Oxford: Clarendon Press. ISBN 0-19-851194-9. Zbl 0835.20077.
- Kilp, Mati; Knauer, Ulrich; Mikhalev, Alexander V. (2000). 《Monoids, acts and categories with applications to wreath products and graphs. A handbook for students and researchers》. de Gruyter Expositions in Mathematics (영어) 29. Walter de Gruyter. ISBN 978-3-11-015248-7. Zbl 0945.20036. 2015년 11월 1일에 원본 문서에서 보존된 문서. 2016년 1월 7일에 확인함.
- Lallement, Gerard (1979). 《Semigroups and combinatorial applications》 (영어). Wiley. ISBN 0471043796.

## 같이 보기
- 모노이드
- 모노이드 대상